# Vargany
Vargany (Варганы) est un village de Russie situé dans le raïon de Lyskovo de l'oblast de Nijni Novgorod au bord de la rivière Imza. Il fait partie du conseil rural de Barmino qui comprend trois autres villages. Il est constitué de sept rues.

## Géographie
Vargany se trouve à 4 km au sud de Kremenki, à 8 km à l'est de Belozerikha, à 25 km à l'est de Lyskovo et à 95 km au sud-est de Nijni Novgorod, la capitale régionale.

## Histoire
Le village pourrait avoir été formé à la fin du XVIIe siècle, mais les premières mentions datent du milieu du XVIIIe siècle. Il comprenait à la fin du XIXe siècle 669 habitants dans 117 foyers. Il disposait d'un marché où l'on vendait en particulier les fameuses groseilles de la région, dont les arbustes étaient cultivées par tous les villageois de Vargany. Il appartenait à l'ouïezd de Makarievo du gouvernement de Nijni Novgorod, dans la volost de Venets.

## Infrastructures
Le village possède un bureau de la Poste de Russie et dispose de l'église Saint-Élie-le-Prophète, construite en briques dans un style simple russo-byzantin en 1897, remplaçant une ancienne église de bois datant de 1794. Elle se présente sous la forme d'un quadrilatère à une seule abside surmonté d'un dôme décoratif  et cinq coupoles; une petite trapeznaïa est reliée au clocher. Fermée à la fin des années 1930, elle tombe peu à peu en ruines jusqu'à être restaurée dans les années 1990. Rouverte au culte, elle dépend aujourd'hui de l'éparchie de Lyskovo. Les églises-relais de Doubenchtchino (construite en 1845 et en cours de restauration), au bord du Soundovik, la petite église Saint-Serge-de-Radonège de Kremenki, nouvellement construite, l'église de l'Ascension de Maloïe Chipilovo (construite en 1845) et l'église Saint-Michel-Archange de Ratouchino (construite en 1825 et en cours de restauration) dépendent de la paroisse.

## Personnalités
Le prêtre orthodoxe Porphyre Kolossovski était desservant de l'église Saint-Élie. Il est né en 1868 au village de Dolgoïé Polié dans le gouvernement de Nijni Novgorod. Il a été arrêté le 17 septembre 1937 pendant les grandes purges staliniennes et a été fusillé le 11 novembre 1937. Il a été canonisé comme confesseur et martyr en l'an 2000.

## Population à l'année
- 2010: 355 habitants
- 2020: 409 habitants[7]

Hors résidents secondaires